# Quirra
Quirra o il Salto di Quirra (Chìrra o Sartu de Chìrra in sardo, correttamente tradotto campagna di Quirra) è una regione storica sarda situata nella Sardegna sud-orientale.

## Storia
Nel 1327 venne istituita da Don Alfonso d'Aragona la Contea di Quirra (diventerà Marchesato). Il Marchesato comprendeva i seguenti feudi: Encontrada de Sarrubus, Baronia de San Miguel, Baronia de Monreal, Encontrada de Marmila Judicate de Ollastre. Quest'ultimo comprendeva il castello di Lotzorai e i villaggi di Tortolì, Arbatax, Lotzorai, Girasole, Lanusei, Elini, Arzana, Tertenia, Ilbono, Ulassai, Osini, Gairo, Jerzu, Perdasdefogu e Villaputzu.
La Contea è legata alle sorti delle famiglie Carroz e Centelles. Oggigiorno questa sub-regione si trova a cavallo tra la Provincia di Nuoro e la Provincia del Sud Sardegna.

## Il Poligono di tiro
Dal 1956 è attivo il Poligono Sperimentale e di Addestramento Interforze, che svolge tuttora attività militari missilistiche e di collaudo.
Il Poligono è al centro di un'inchiesta della Procura di Lanusei, iniziata nel 2011 dal Procuratore Domenico Fiordalisi, legata alla cosiddetta Sindrome di Quirra, una serie di morti sospette e casi di tumore di militari e pastori, nonché malformazioni di animali allevati nella zona, seguiti dal ritrovamento di cassette di uranio nell'area del poligono.